# Vượn đen má vàng Nam
Vượn đen má vàng Nam, còn gọi là vượn má vàng Nam hay vượn đen má hung Nam (danh pháp hai phần: Nomascus gabriellae), là loài vượn bản địa của Việt Nam, Lào và Campuchia. Con đực trưởng thành có lông toàn thân màu đen với hai má màu vàng, con cái và con non có lông màu vàng.
Một báo cáo gần đây của Wildlife Conservation Society cho biết có khoảng 2.500 cá thể vượn đen má hung tại Khu bảo tồn đa dạng sinh học Seima của Campuchia, nơi được ước đoán là có quần thể vượn đen má hung đông nhất thế giới. tại Việt Nam chúng phân bố từ Sông Ba đến khu bảo tồn thiên nhiên núi ông Bình Thuận

## Hình ảnh

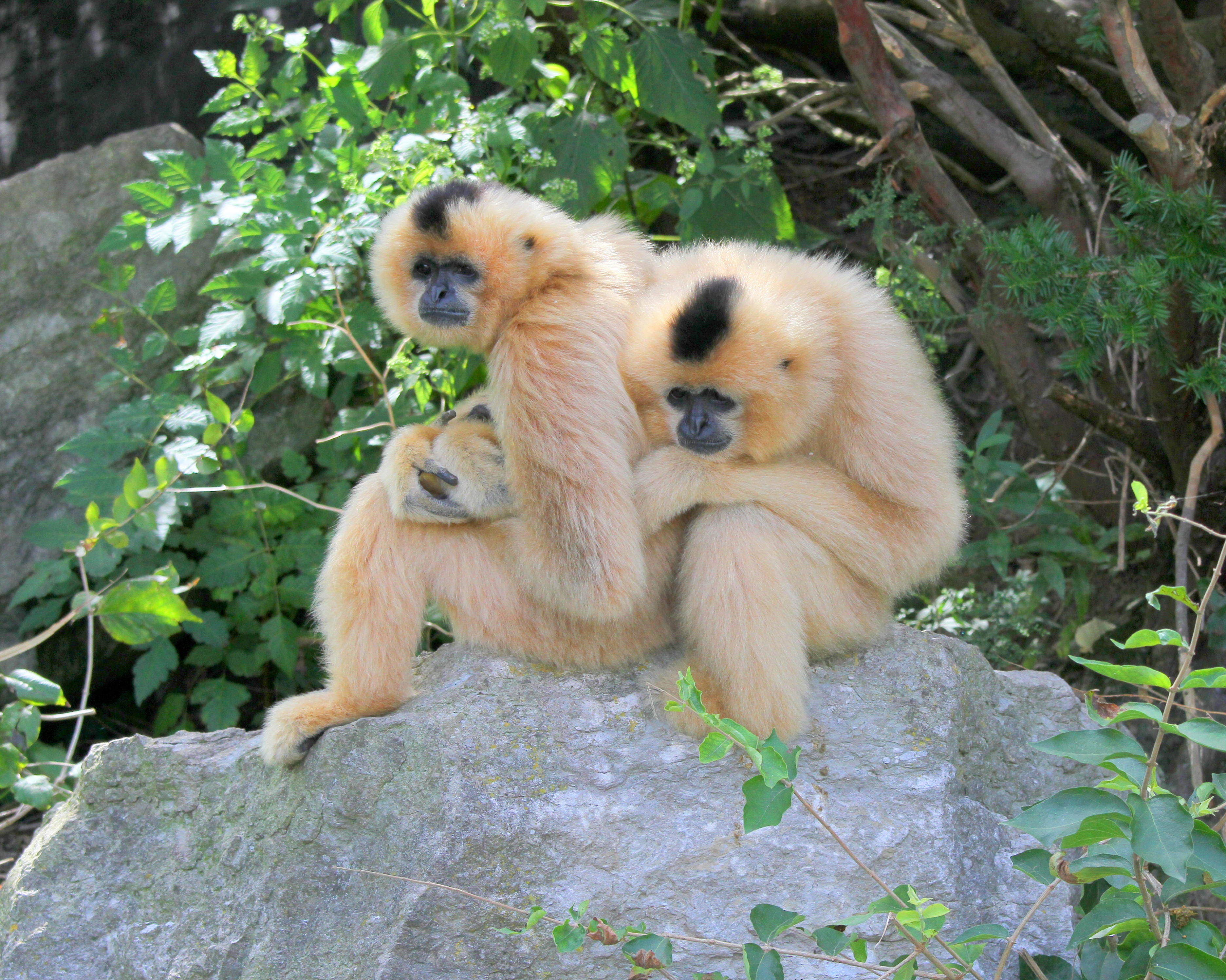
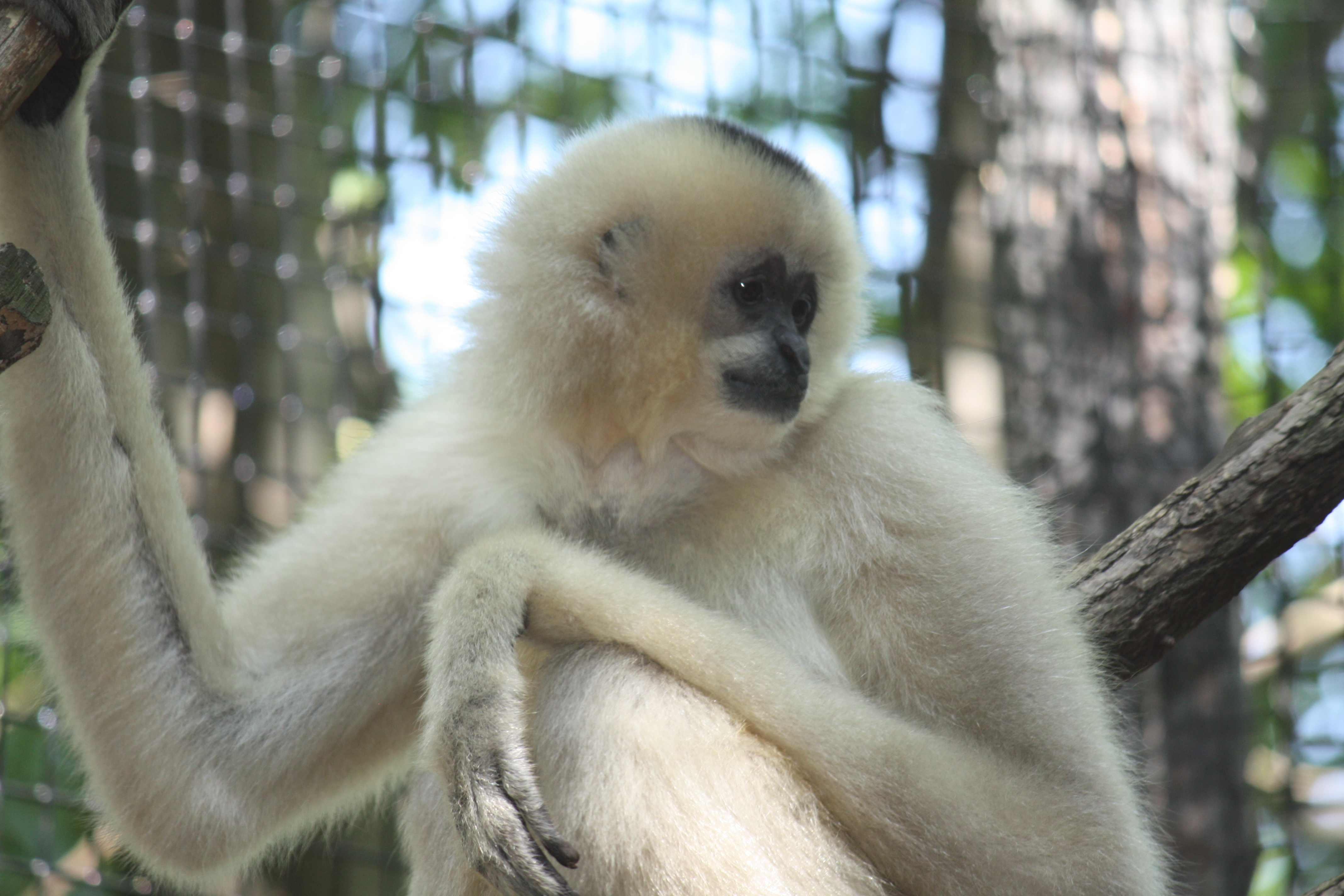
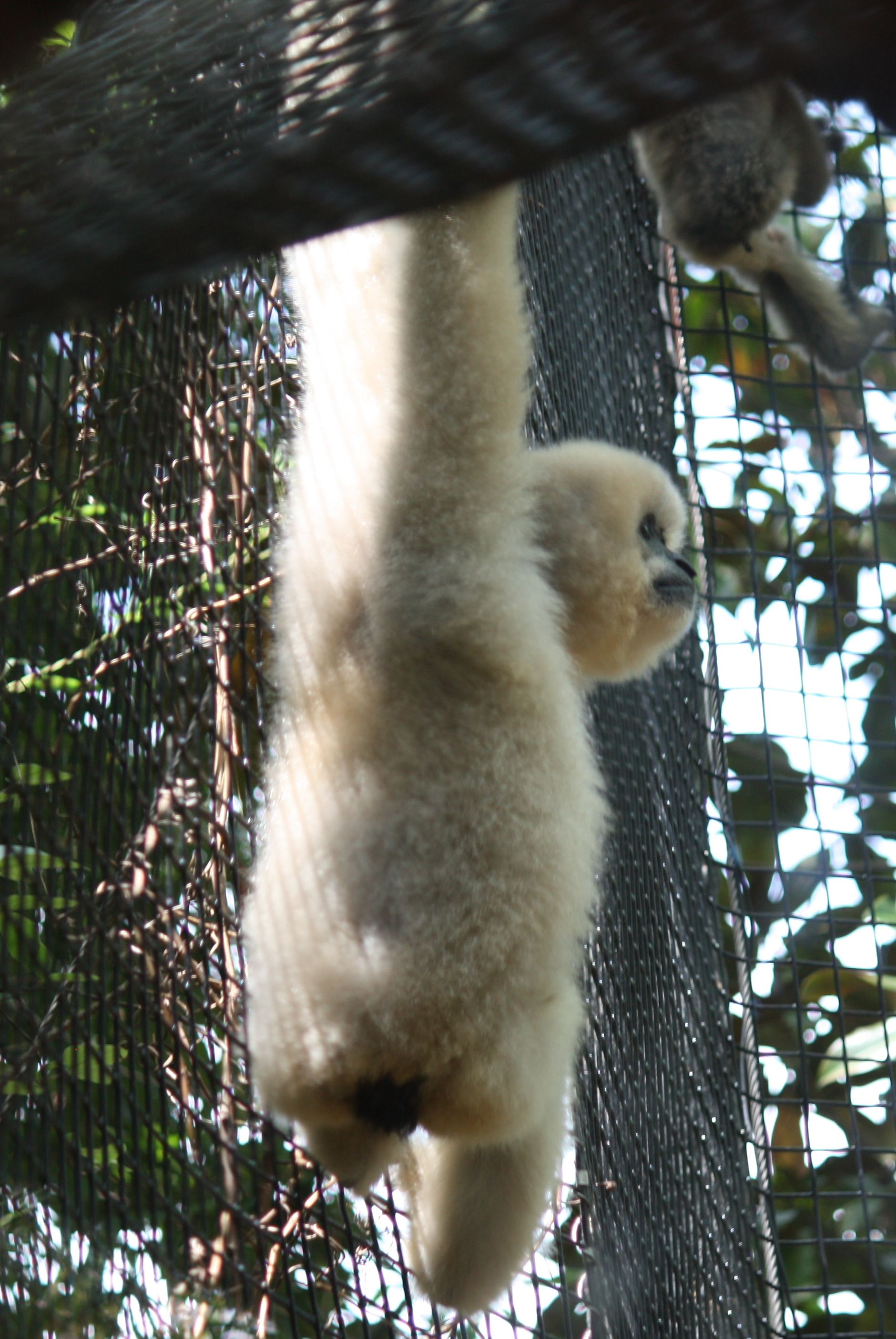
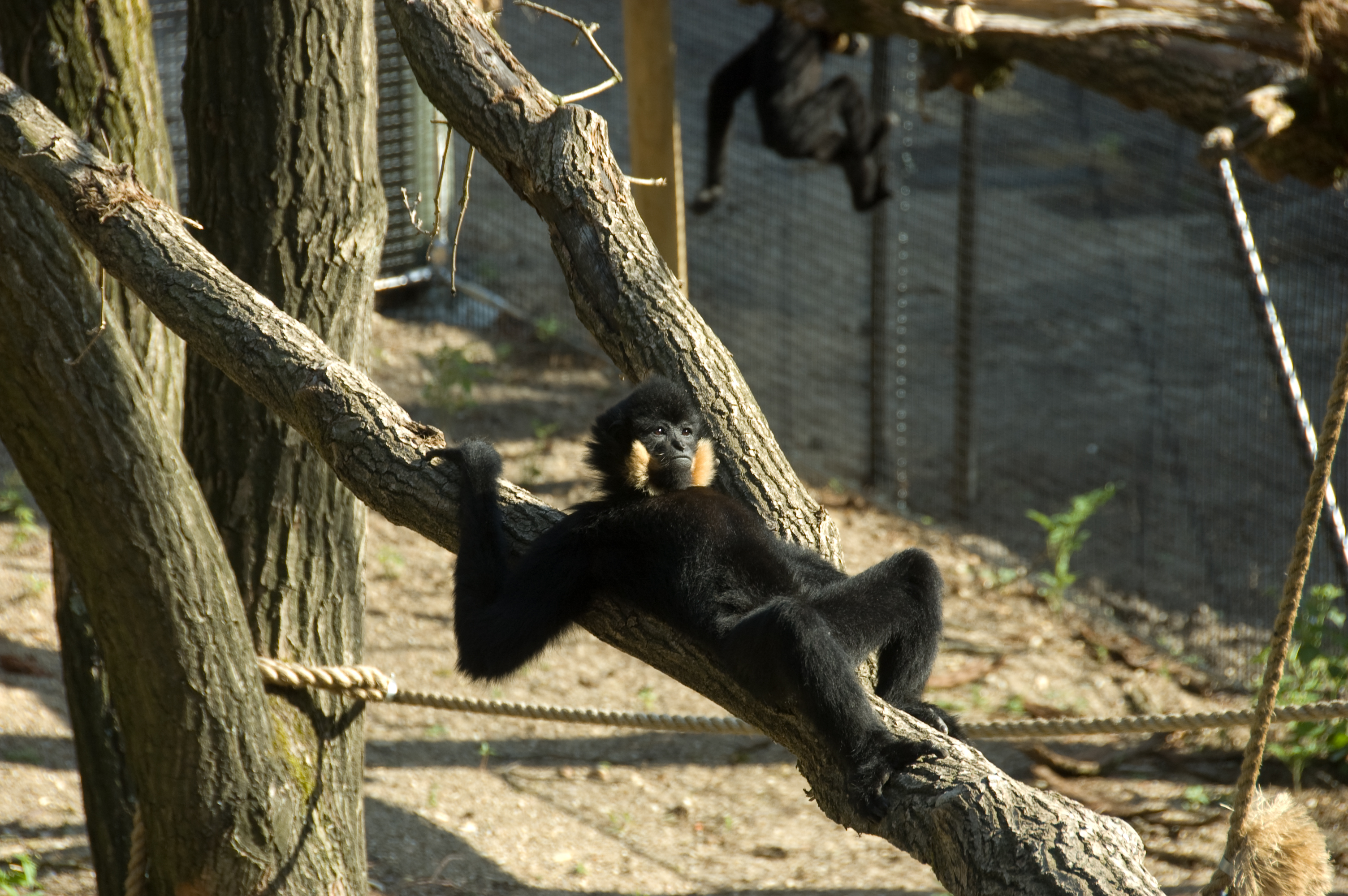